# Jungle Brothers
Jungle Brothers (рус. Джангл Бразерс) — американская хип-хоп группа, являющиеся пионерами джаз-рэпа и первыми хаус-продюсерами в мире хип-хопа. Группа была сформирована в середине 1980-х и выпустила свой дебютный альбом Straight Out the Jungle в 1988. Группа со своей афроцентристской лирикой стала лидером коллектива Native Tongues Posse. В состав группы входили Mike Gee, Afrika Baby Bam и DJ Sammy B, который покинул коллектив в 1997 году.

## История
Первый альбом группы Straight Out the Jungle был выпущен в июле 1988 года на независимом лейбле Warlock Records. Сингл «I’ll House You», добавленный к релизу в 1989, известен как первый трек в жанре хип-хаус, выпущенный за пределами Чикаго, который был родиной этого жанра. Несмотря на коммерческий провал альбома, лейбл заключает контракт с группой, и в январе 1990 выходит её альбом Done By the Forces of Nature. Альбом потерпел неудачу из-за сходства с работой De La Soul 3 Feet High And Rising, выпущенной в том же году.
В 1993 выходит J Beez Wit the Remedy, также не имевший успеха. Следующий релиз V.I.P. спродюсирован Алексом Гиффирдом.
В 2005 выходит их сборник величайших хитов This Is…, на котором присутствовали ремиксы на несколько их старых треков.
В настоящее время поставлен вопрос о дальнейшем сохранении группы. В интервью для AllHipHop.com и журнала Vibe Afrika Baby Bam высказал своё негативное отношение к современной хип-хоп индустрии и выразил разочарование по поводу того, что Pos (De La Soul) и Q-Tip (A Tribe Called Quest) воспрепятствовали новому объединению участников Native Tongues Posse.
В 2008 сингл группы «What U Waitin 4» получил 88 место в списке величайшей сотни хип-хоп треков.

## Дискография
- Straight out the Jungle (1988), Warlock
- Done by the Forces of Nature (1989), Warner Bros.
- J Beez Wit the Remedy (1993), Warner Bros.
- Raw Deluxe (1997), Gee Street/V2/BMG Records
- V.I.P. (1999), Gee Street/V2/BMG Records
- All That We Do (2002), Jungle Brothers
- You in My Hut Now (2003), XYZ (дополненное переиздание All That We Do)
- This Is… (Greatest hits) (2005), Nurture Records/Groove.  (Сборник лучших песен)
- I Got U (2006), Pinoeer Records[2]
- Keep it Jungle (2020)